# Vertrag von Old Town

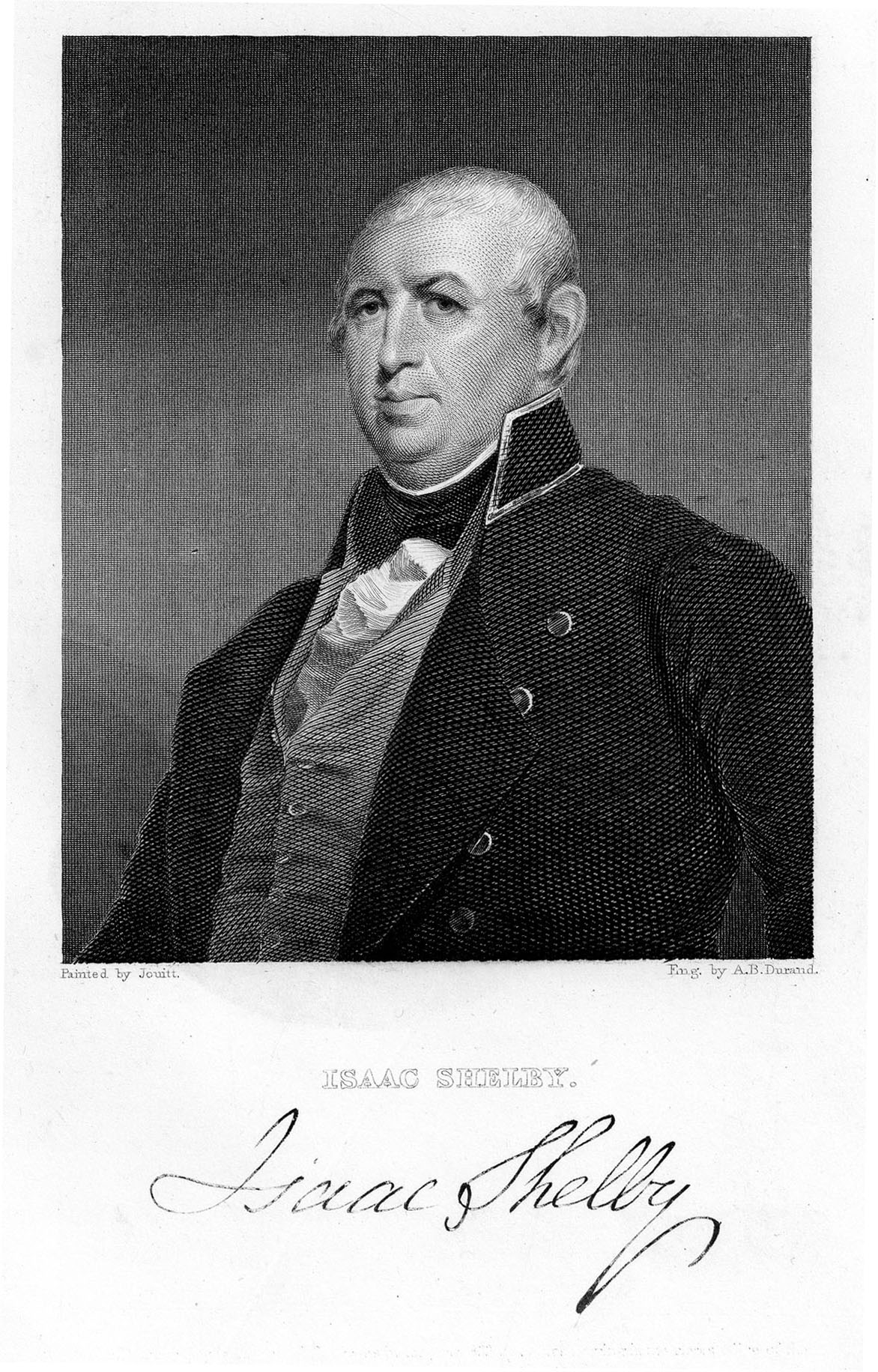
Isaac Shelby, einer der Verhandlungsführer und Unterzeichner des Vertrags

Der Vertrag von Old Town war eine zwischen den Chickasaw und den Vereinigten Staaten von Amerika geschlossener Landabtretungsvereinbarung. Das Dokument wurde am 19. Oktober 1818 in Old Town in Tennessee beschlossen. Die Verhandlungen wurden auf Seiten der Chickasaw von der Vollversammlung der indianischen Stammesführer geführt, die Interessen der Vereinigten Staaten wurden durch Isaac Shelby, den ehemaligen Gouverneur von Kentucky und Andrew Jackson, dem späteren Präsidenten der Vereinigten Staaten, vertreten. Für Tennessee, das 1796 als Bundesstaat etabliert wurde und dessen westliches Grenzgebiet bis zur Vertragsunterzeichnung kaum besiedelt war, begann damit die Ausdehnung der Besiedlung bis an den Mississippi River.
Mit Abschluss des Vertrages traten die Chickasaw ihr angestammtes Siedlungsgebietes zwischen dem Tennessee und dem Mississippi River im Westen des heutigen Bundesstaates Tennessee gegen die Zahlung von 300.000 Dollar an die Bundesregierung ab. Mit dem nachfolgenden Vertrag von Franklin aus dem Jahre 1830, dem Vertrag von Pontotoc von 1832 und dem Vertrag von Washington 1834 tauschten die Chickasaw die verbliebenen Stammesgebiete in der Region im Rahmen des Indian Removal Acts (Indianerumsiedlungsgesetz) gegen Land im Indianer-Territorium im heutigen Oklahoma ein. Im Zuge der als Pfad der Tränen beschriebenen Indianer-Umsiedlung verließen die Chickasaw um 1837 ihre angestammten Territorien in den heutigen Bundesstaaten Tennessee, Mississippi und Alabama.